# Myotis longipes
Myotis longipes är en fladdermusart som först beskrevs av George Edward Dobson 1873.  Myotis longipes ingår i släktet Myotis och familjen läderlappar. IUCN kategoriserar arten globalt som otillräckligt studerad. Inga underarter finns listade i Catalogue of Life.
Arten är med en kroppslängd (huvud och bål) av 43 till 46 mm, en svanslängd av 37 till 42 mm och med 36 till 39 mm långa underarmar en liten medlem av släktet Myotis. Den har 10,5 till 15 mm stora öron och nästan 10 mm långa bakfötter. Den täta och mjuka pälsen bildas på ovansidan av hår som är mörk gråbruna vid roten och ljusare gråbruna vid spetsen. På undersidan är håren mörkbruna till svartbruna vid roten och krämfärgad till vit vid spetsen vad som ger ett krämfärgat utseende. För artens storlek är öronen ganska långa och smala. Örats tragus når ungefär halva örats längd. På huvudet är endast små regionen kring ögonen och kring näsborrarna nakna. Även bakfotens tår när cirka halva bakfotens längd.
Denna fladdermus förekommer med flera från varandra skilda populationer i Asien, bland annat i östra Afghanistan, i regionen Kashmir, i Nepal, i nordöstra Indien och i sydöstra Kina. Arten lever i kulliga områden och i bergstrakter mellan 300 och 2000 meter över havet. Den vistas i olika slags skogar.
Myotis longipes vilar i grottor, i bergssprickor, i tunnlar, i kulvert och i förvaringsbyggnader. Den lämnar gömstället tidig under skymningen och jagar ofta över vattenytor. Dräktiga honor och honor med aktiva spenar dokumenterades under juli. Därför antas att ungarnas födelse sker under sommaren. I större grottor kan arten bilda kolonier med ungefär 5000 medlemmar. Ibland förekommer blandade kolonier med grottfladdermusen (Miniopterus schreibersii). I Pakistan hittades vilande exemplar i trädhålor.